# Neoscopelus microchir
Espèce
Neoscopelus microchir est une espèce de poissons téléostéens (Teleostei).